# Naissance en 1404
Naissance
- 1400
- 1401
- 1402
- 1403
- 1404
- 1405
- 1406
- 1407
- 1408

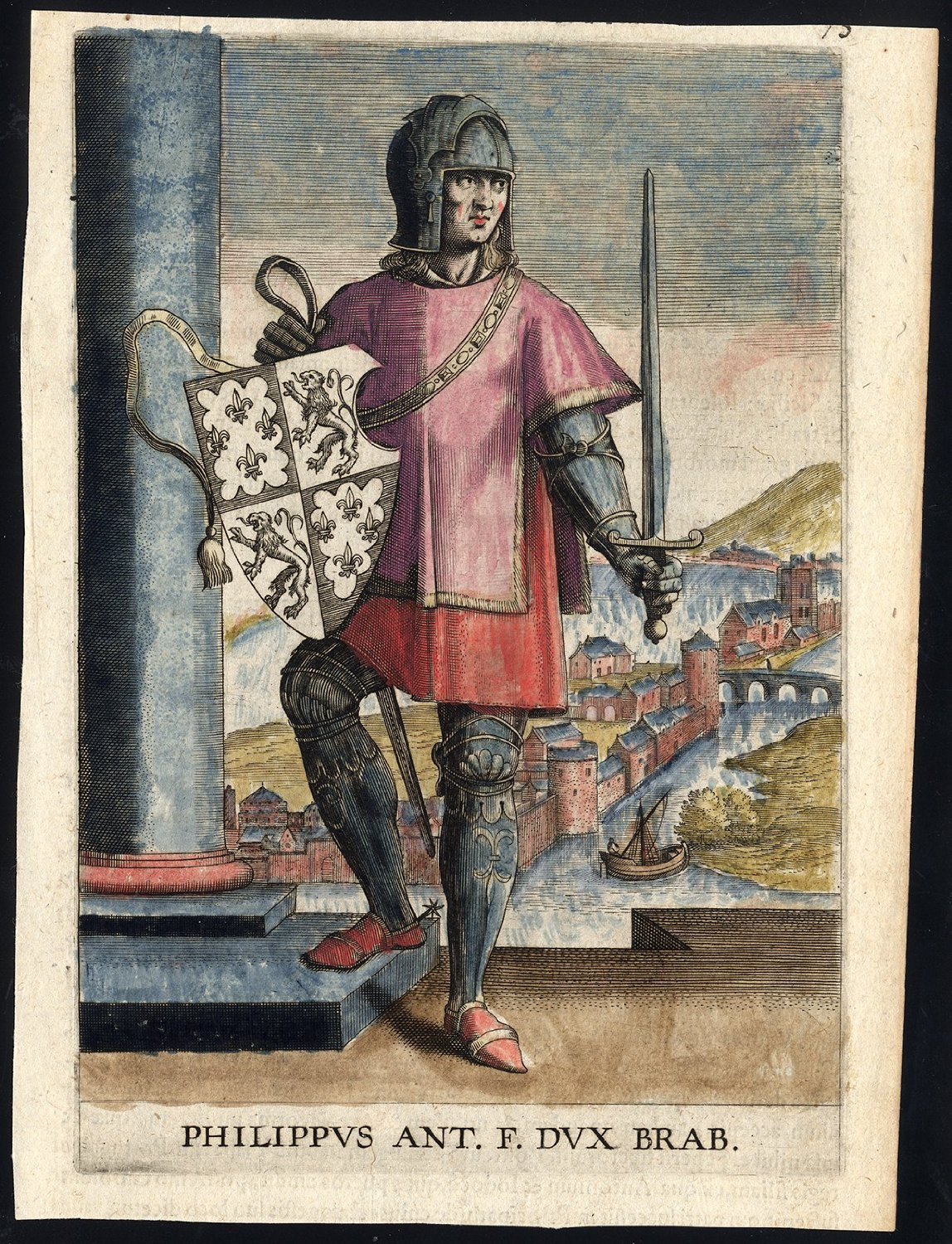
Philippe de Saint-Pol, né en 1404.

Cette page dresse une liste de personnalités nées au cours de l'année 1404  :
- 26 janvier : Gottfried Schenk von Limpurg, prince-évêque de Wurtzbourg.
- 18 février : Leone Battista Alberti, un des grands humanistes polymathes du Quattrocento : philosophe, peintre, mathématicien, architecte, théoricien des arts et de la linguistique.
- juin : Mourad II, 6e sultan ottoman.
- 6 juillet : Yamana Sōzen, connu sous le nom Aka-nyūdō, « le moine rouge », il est un des daimyo qui combattent Hosokawa Katsumoto lors de la guerre d'Ōnin à Kyoto.
- 25 juillet : Philippe de Saint-Pol, comte de Saint-Pol et de Ligny.
- septembre : Anne de Bourgogne, duchesse de Bedford.
- 14 octobre : Marie d'Anjou, reine de France et dauphine de France.

- Jean Beaufort, 1er duc de Somerset.
- Jacques Daret, peintre primitif flamand.
- Rodrigo Sánchez de Arévalo, évêque d'Oviedo en Espagne, puis commandant du château Saint-Ange sous Paul II, qui le transfère successivement aux sièges de Zamora, Calahorra, et Palencia, historien et théoricien espagnol.
- Olivier de Blois, comte de Penthièvre, vicomte de Limoges et seigneur d'Avesnes
- Gérard VII de Holstein-Rendsbourg, comte de Holstein-Rendsbourg et prétendant au duché de Schleswig, sous le nom de « Gérard III ».
- Domenico di Giovanni, dit Il Burchiello, poète populaire toscan et barbier à Florence.

date incertaine (vers 1404)
- Thomas Bourchier, archevêque, lord-chancelier et cardinal anglais.
- Johann von Eych, cardinal allemand.
- Stefan Vukčić, noble membre de la famille Kosača, grand Duc (Voïvode) d'Herzegovine, seigneur de Zahumlje et de Primorje et enfin Herzeg de Saint Sava.

## Crédit d'auteurs
- Cet article est partiellement ou en totalité issu de l'article intitulé « 1404 » (voir la liste des auteurs).